# SELF PORTRAIT (hitomiのアルバム)
『SELF PORTRAIT』（セルフ・ポートレイト）は、hitomiの2枚目のベスト・アルバム。2002年9月4日にavex traxよりリリースされた。CCCD仕様。

## 解説
2枚目のベスト・アルバム。「LOVE 2000」や「flow」をはじめ、様々なヒットシングルを中心に収録。
オリコンチャートアルバム部門で1位を獲得した。
DISC.1には1999年2月24日にリリースされた1枚目のベスト・アルバム『h』以降に発売された作品から選曲された楽曲を収録。
DISC.2には『h』リリース以前の6シングル曲を、「SELF PORTRAIT version」「now&then version」と銘打ち新録にて収録。新曲「Vibes」と「flow」のライブ音源も収録。
アルバムと同タイトルの写真集も本作と同時期の2002年9月に出版された。

## 収録曲

### CD1
1. LOVE 2000
  - 17thシングル。
2. there is...
  - 15thシングル。
3. キミにKISS
  - 19thシングル。
4. FAT FREE
  - アルバム『LOVE LIFE』収録曲。
5. MARIA (LOVE LIFE version)
  - 18thシングル。
6. 体温
  - 16thシングル。
7. IS IT YOU?
  - 21stシングル。
8. SAMURAI DRIVE
  - 23rdシングル。
9. innocence
  - 22ndシングル。
10. I am
  - 22ndシングル。
11. Understanding
  - 24thシングル。
12. WHY?
  - アルバム『huma-rhythm』収録曲。
13. 君のとなり （thermo plastic version）
  - 14thシングルのアコースティック・バージョン。
  - 『thermo plastic』初回盤にボーナス・トラックとして収録。

### CD2
1. CANDY GIRL（SELF PORTRAIT version）
2. BUSY NOW（SELF PORTRAIT version）
3. In the future（SELF PORTRAIT version）
4. GO TO THE TOP（now & then version）
5. problem（SELF PORTRAIT version）
6. by myself（SELF PORTRAIT version）
7. Vibes
  - 作詞：hitomi　作曲・編曲：AKIO
  - 新曲。
8. flow （6.14 Budokan Live version）
  - 2002年の全国ツアー「hitomi LIVE TOUR 2002 "huma-rhythm"」よりライブレコーディング。

## 演奏 (Disc 2)
- 渡辺善太郎
  - Guitar & Programming (#1.3)
  - Bass (#1)
- 河村智康：Drums (#1)
- CANDY BOYS (Akinori Suzuki, Shintaro Hagiwara, Masato Kitano)：Chorus (#1)
- 福富幸宏：Programming (#2)
- 円山天使：Guitar (#2)
- 東野佑美：Chorus (#2)
- 河野伸：Brass Arrangement (#2)
- エリック・ミヤシロ、菊池成浩：Trumpet (#2)
- 村田陽一：Trombone (#2)
- 山本拓夫：Saxophone (#2)
- 浜野和子 (KAZCO)：Chorus (#3.5)
- 島健：Piano (#6)
- AKIO (SNAIL RAMP)：Guitar & Backing Vocal (#7)
- 東健太郎 (BADFISH)：Bass (#7)
- 有松博 (BADFISH)：Drums (#7)
- 守時タツミ：Keyboards (#8)
- 林部直樹、名越由貴夫：Guitar (#8)